# Panicum anabaptistum
Panicum anabaptistum là một loài thực vật có hoa trong họ Hòa thảo. Loài này được Steud. mô tả khoa học đầu tiên năm 1853.